# Феномен горькой конфеты
Фено́мен го́рькой конфе́ты — явление, иллюстрирующее первое рождение личности в индивидуальном развитии в соответствии с теорией А. Н. Леонтьева. Феномен демонстрирует, что успешность решения задачи зависит не только от её содержания, но и прежде всего от мотива, который формирует задачу для ребёнка (у ребёнка существует необходимость доказать своё право на получение предмета усилиями, которых он мог бы избежать). Явление наблюдается в специально созданной ситуации: ребёнку дается сложное задание, которое заведомо невыполнимо по правилам. Наградой за успешно выполненное задание является конфета. Ребёнок же, достигший желаемого результата путем нарушения правила и, получивший конфету, демонстрировал негативную эмоциональную реакцию — конфета для них оказывалась «горькой».
В педагогической и психологической литературе указывается младший дошкольный и подростковый возраст как переломные в этом отношении. Личность рождается дважды: первый раз — когда у ребёнка проявляются в явных формах полимотивированность и соподчинённость его действий, второй раз — когда возникает его сознательная личность.
Эффект горькой конфеты можно наблюдать у детей в возрасте трёх лет, когда социальные нормы становятся сильнее непосредственного влечения ребёнка. На этом этапе развития возникает кризис трёх лет: ребёнок уверенно заявляет о собственном «Я». Эффект проявляется в течение всего дошкольного детства, включая кризис семи лет и является его ярким признаком.

## Процедура исследования феномена
Ребёнок-дошкольник (до 7 лет) получает от экспериментатора практически неосуществимое задание: достать удалённый предмет, не вставая со стула. Исследователь удаляется, продолжая наблюдение за ребёнком из соседнего помещения через зеркало Гезелла. После нескольких безуспешных попыток ребёнок встаёт, берёт привлекающий его предмет и возвращается на место. Экспериментатор входит, хвалит его и предлагает в награду конфету. Ребёнок отказывается от угощения, а после повторных предложений начинает плакать. Конфета оказывается для него «горькой». Действия ребёнка соответствовали двум различным мотивам, то есть осуществляли двойную функцию: одну — по отношению к экспериментатору, другую — по отношению к предмету (награде). Как показывает наблюдение, в то время, когда ребёнок доставал объект, ситуация не переживалась им как конфликтная, как ситуация «ошибки». Иерархическая связь между обеими деятельностями обнаружилась только в момент возобновившегося общения с экспериментатором, post factum: конфета оказалась горькой, горькой по своему субъективному, личностному, индивидуальному смыслу. Данный феномен также исследовался и другими психологами: Е. В. Субботским, В. И. Аснином, В. А. Петровским и др. У В. А. Петровского есть серия работ, которая посвящена тому, что он называет «риск ради риска» и «возгонка уровня трудности». Он экспериментально показал, что есть люди, которые устойчиво стремятся к границе заданной ситуации. Они приближаются к ней, чтобы проверить свои возможности и возможности границы. Мотивация исследования границ у детей также достаточно развита. Данным исследуемым поведением они проверяют себя.

### Исследования феномена Е.В Субботским
В начале 1970-х годов психолог-экспериментатор факультета психологии МГУ им. М.В. Ломоносова Евгений Субботский проводил эксперимент, испытуемыми в котором были дошкольники. Данное исследование было проведено для объективации феномена «горькой конфеты» и выявления группы детей у которых не наступил данный феномен.
Процедура эксперимента: с помощью специальной лопатки ребёнок должен был достать шарик из коробки. Если он это делал, то получал вознаграждение — конфету. Но лопатка не подходила для решения этой задачи. Затем экспериментатор выходил из комнаты, оставляя ребёнка перед двумя возможностями: пытаться решить задачу по инструкции или взять шарик из коробки. Вернувшись, психолог давал всем детям, которые смогли достать игрушку, обещанную конфету. По дороге домой или позднее некоторые дети, получившие конфету, нервничали и даже плакали, переживали. Но, у части детей не было негативной реакции, что свидетельствует о ненаступлении первого рождения личности.

### Эксперимент В. И. Аснина
Процедура эксперимента была аналогична, но ребёнку давалась другая инструкция: «Достань, как хочешь, как умеешь. Можно делать все, что угодно». Дети в возрасте 7-12 лет не использовали палочку как вспомогательное средство и не смогли выполнить задание. Дети 3-6 лет сразу же брали палочку и получали предмет. Результаты: у детей различных возрастов проявляются различные мотивы их деятельности. У младших цель и мотивы совпадают: от ребёнка требуют достать предмет и он выполняет задание. Когда у ребёнка возникают свои мотивы для действия, он действует в соответствии с ними, однако если ребёнок не знает, как выполнить задание, это не значит, что он неспособен его выполнить. Объяснить поведение ребёнка можно эмоциями и особенностями мотивов деятельности, а именно мотивами и определяется решение выполняемой задачи экспериментальной ситуации. Исследования свидетельствует о зависимости интеллектуальных процессов от мотивации деятельности.
Данное исследование было проведено для сравнения двух возрастных групп — дошкольников и школьников в возрасте 7-12 лет. Было выявлено, что в течение всего дошкольного возраста проявляется эффект «горькой конфеты» и, что у детей различных возрастов имеется различная мотивация.

### Интерпретация результатов
Интерпретируя полученные результаты можно отметить, что ребёнок был поставлен в ситуацию с конфликтом нескольких мотивов — происходит первичное соподчинение мотивов и их иерархизация. Один из них — это взять интересующую вещь (непосредственное побуждение); другой — выполнить условие взрослого («социальный» мотив). В тот момент, когда взрослый ушёл, верх взяло непосредственное побуждение — то есть взять интересующую вещь. Однако с приходом экспериментатора становится актуальным другой мотив, значение которого ещё увеличилось незаслуженным вознаграждением. Отказ и слезы ребёнка в данной ситуации —это доказательство начала процесса освоения социальных норм и соподчинения мотивов, хотя и не завершенного. Это происходит из-за расширения круга социальных отношений, в которые входит ребёнок, увеличивается число реализующих эти отношения видов деятельностей и возникают противоречия уже внутри круга соответствующих им социальных мотивов.
То обстоятельство, что именно в присутствии взрослого переживания ребёнка начинают определяться социальным мотивом, весьма важен. Он служит ярким доказательством общего положения о том, что «узлы» личности завязываются в межличностных отношениях и лишь потом становятся элементами внутренней структуры личности.
По А. Н. Леонтьеву второе рождение личности происходит уже в подростковом возрасте, когда ребёнок, у которого в результате предшествующей деятельности уже сложилась определённая относительно устойчивая иерархия мотивов, оказывается перед необходимостью её пересмотра.

### Критерий первого рождения личности
Критерием произошедшего рождения личности является принятие субъектом социальных норм и ценностей как мотивов своего собственного поведения. Внешне это проявляется, например, в способности ребёнка «не взять» интересующий его предмет только потому, что «мама запретила его трогать». Даже когда его никто не видит, ребёнок может ходить вокруг этого предмета, но трогать не будет. Значит, та социальная норма, которая выступает внешним регулятором поведения ребёнка (раньше ребёнок не трогал предмет только в присутствии родителя или другого взрослого), теперь становится внутренней формой регуляции и переходит во внутренний план..

## Современное представление
В. В. Петухов и В. В. Столин сужают объём понятия «личность». Согласно их точке зрения, в результате «первого рождения» рождается не личность, а социальный индивид, который воспринимает социальную норму как значимый для него внутренний регулятор поведения, но при этом даже не задумывается о возможных альтернативных социальных нормах. Социальный индивид может так и не превратиться в личность: ведь становление субъекта личностью предполагает повышение его ответственности и самостоятельности, которое часто имеет своим следствием появление новых проблем для субъекта.
Феномен «горькой конфеты» относится к системе смысловых образований. До данных проведенных исследований изучение смысловой сферы объявлялось недоступным научному анализу, нуждающимся лишь в постижении, понимании и сопереживании. Примером исследований другого класса являются те, которые ориентированы на стремление подойти к смыслам как к таковым, вне широкого жизненного контекста, который их сформировал и в котором они находят своё проявление и реализацию. Примером последних могут служить эксперименты типа тех, в которых был получен «феномен Аснина», феномен «горькой конфеты»; многие исследования, построенные на принципах целостного патопсихологического исследования, разработанные Б. В. Зейгарник, С. Я. Рубинштейн; из последних работ — исследования Е. В. Субботского, В. А. Петровского и др. Дальнейшее конструирование и апробация методов, основывающихся на принципе деятельностного опосредования, методов, призванных диагностировать, а в случаях коррекции и воспитания — изменять смысловые образования, — одна из важных перспектив психологического изучения личности. Данные исследования отражают качественные изменения в исследованиях смысла в отечественной психологии.